# Binondo
Binondo () là một quận ở Manila và được gọi là khu phố Tàu của thành phố và là khu phố Tàu lâu đời nhất thế giới. Ảnh hưởng của nó vượt xa đến những nơi Quiapo, Santa Cruz, San Nicolas và Tondo. Đây là khu phố Tàu lâu đời nhất trên thế giới, được người Tây Ban Nha thành lập năm 1594 như một khu định cư gần Intramuros nhưng bên kia sông Pasig dành cho người Trung Quốc theo Công giáo, nó được định vị để những người cai trị thuộc địa có thể theo dõi sát sao đối tượng di cư của họ. Nó đã là một trung tâm thương mại của Trung Quốc ngay cả trước thời thuộc địa Tây Ban Nha. Binondo là trung tâm thương mại và thương mại của Manila, nơi tất cả các loại hình kinh doanh do người Trung Quốc gốc Philippines phát triển mạnh.
Những cư dân đáng chú ý bao gồm Thánh Lorenzo Ruiz, nữ tu sĩ người Philippines và Đức Mẹ đáng kính Ignacia del Espiritu Santo, người sáng lập Tu hội của Đức Trinh Nữ Maria.

## Tên gọi
Vô số lý thuyết về nguồn gốc của cái tên "Binondo", và của "Tondo", quận lân cận của nó, đã được đưa ra. Nghệ sĩ quốc gia Philippines Nick Joaquin cho rằng các tên này có thể được bắt nguồn từ cách đánh vần cổ của thuật ngữ Tagalog "binondoc" (chính tả hiện đại: binundók), hoặc miền núi, đề cập đến địa hình đồi núi ban đầu của Binondo. Tuy nhiên, nhà ngôn ngữ học người Pháp Jean-Paul Potet đã cho rằng rừng ngập mặn sông (
Aegiceras corniculatm), vào thời điểm đó được gọi là "tundok" ("tinduk-tindukan" ngày nay), là nguồn gốc rất có thể của thuật ngữ này, với ' Bi- "tiền tố trong" Binondo "biểu thị vị trí của Binondo so với tondo.

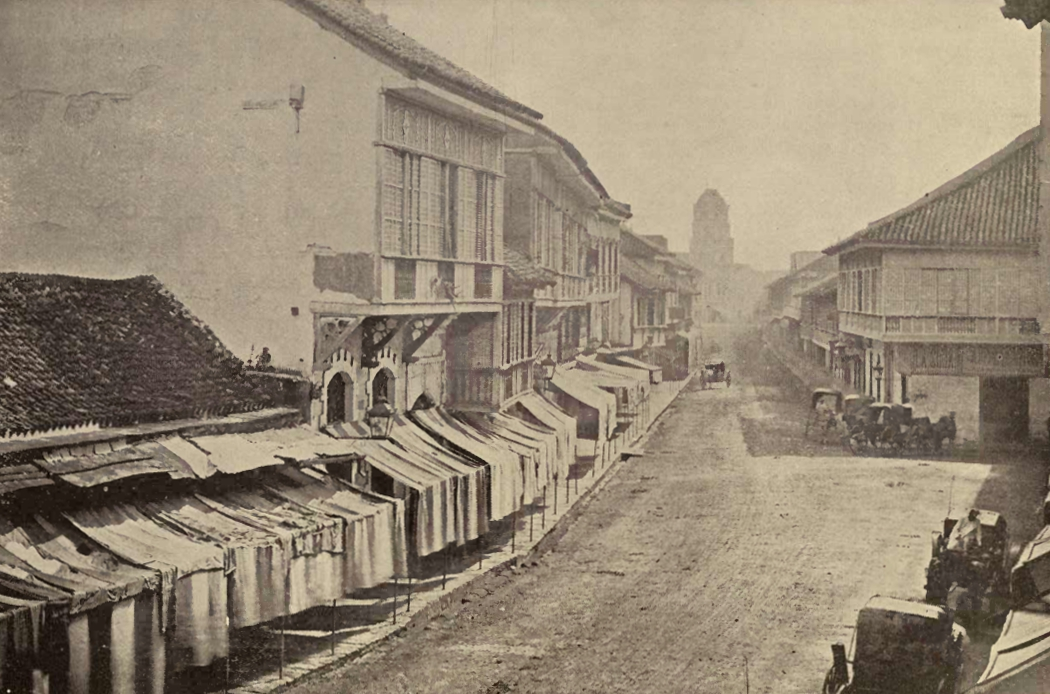
Escolta, 'Broadway of Manila' (khoảng năm 1899)

Calle Rosario (Hiện đại Q. Paredes St.), 1915.

Được thành lập vào năm 1594, Binondo được tạo ra bởi người Tây Ban Nha đốc Luis Pérez Dasmariñas như một khu định cư vĩnh viễn cho những người nhập cư Trung Quốc (Tây Ban Nha gọi là Trung Quốc sangleys), chuyển đến Công giáo. Nó ở bên kia sông từ thành phố Intramuros có tường bao quanh, nơi người Tây Ban Nha cư trú. Ban đầu nó dự định thay thế Parian gần Intramuros, nơi người Trung Quốc bị giam cầm đầu tiên. Người Tây Ban Nha đã cấp một quỹ đất cho Binondo cho một nhóm thương nhân và nghệ nhân Trung Quốc vĩnh viễn, miễn thuế và với các đặc quyền tự quản hạn chế.
Năm 1603, một cuộc nổi dậy của Trung Quốc đã diễn ra bởi Juan Suntay, một người Công giáo Trung Quốc giàu có. Nó bị đặt xuống bởi các lực lượng chung Tây Ban Nha và Philippines do Luis Pérez Dasmariñas lãnh đạo. Trong hậu quả của hầu hết 20.000 người Trung Quốc sáng tác thuộc địa đã bị giết. Cuộc nổi dậy diễn ra ngay sau chuyến thăm Manila của ba đại diện chính thức của Trung Quốc, người tiết lộ họ đang tìm kiếm "một ngọn núi vàng". Yêu sách kỳ lạ này đã khiến người Tây Ban Nha kết luận rằng có một cuộc xâm lược sắp xảy ra từ Trung Quốc trong quá trình thực hiện. Vào thời điểm hai người Trung Quốc địa phương đông hơn người Tây Ban Nha khoảng hai mươi mốt, và chính quyền Tây Ban Nha sợ rằng họ sẽ gia nhập lực lượng xâm lược. Sau đó, người Trung Quốc đã phát đi những sự kiện đó trong nỗ lực bảo tồn lợi ích thương mại của họ. Năm 1605, một quan chức của Fukien đã đưa ra một lá thư tuyên bố rằng người Trung Quốc tham gia cuộc nổi dậy là không xứng đáng với sự bảo vệ của Trung Quốc, mô tả họ là "những kẻ đào ngũ lăng mộ của tổ tiên".
Sau sự phát triển mới, hầu hết các doanh nghiệp bắt đầu chuyển đến khu vực mới hơn của Makati. Trong cuộc khủng hoảng tài chính đầu những năm 1980, nó có biệt danh "Ngân hàng trung ương Binondo", khi các doanh nhân Trung Quốc địa phương tham gia giao dịch thị trường chợ đen khổng lồ bằng đô la Mỹ, thường xác định tỷ giá hối đoái đô la peso quốc gia. Với ý nghĩa quân lính và tài chính phong phú, Binondo được cho là có một trong những giá trị đất cao nhất trên toàn quốc.

## Barangays
| Tên          | Dân số (điều tra dân số năm 2010) |
| ------------ | --------------------------------- |
| Barangay 287 | 2.078                             |
| Barangay 288 | 1.265                             |
| Barangay 289 | 485                               |
| Barangay 290 | 546                               |
| Barangay 291 | 809                               |
| Barangay 292 | 3,140                             |
| Barangay 293 | 486                               |
| Barangay 294 | 1.877                             |
| Barangay 295 | 1.062                             |
| Barangay 296 | 1,237                             |

## Trong văn học
Binondo đã được nhắc đến nhiều lần trong các tiểu thuyết của Tiến sĩ Jose Rizal, ví dụ, trong Noli Me Tangere và El Filibusterismo.